# Martina Rosenbergová
Martina Rosenbergová (* 25. července 1966 Liberec) je česká politička, v letech 2013 až 2016 zastupitelka Libereckého kraje, v letech 2011 až 2014 primátorka statutárního města Liberce. V letech 2006 až 2017 byla členkou ČSSD.

## Životopis
Martina Rosenbergová studovala gymnázium. Později absolvovala obchodní akademii. Pracovala jako bytová referentka ve firmě Alexandr Kendik Junior, následně jako referentka v Domově mládeže v Liberci. Od roku 2011 zastávala post manažerky prevence kriminality na krajském úřadě Libereckého kraje. V letech 2008 až 2011 studovala na Technické univerzitě v Liberci obor sociální péče. V letech 2011 až 2013 studovala na Metropolitní univerzitě, obor politologie.
Je rozvedená, má dvě dcery. Žije v Liberci, konkrétně v části Staré Město.

## Politická kariéra
V roce 2006 vstoupila do České strany sociálně demokratické, za níž v parlamentních volbách 2010 neúspěšně kandidovala do Poslanecké sněmovny. V komunálních volbách konaných v témže roce byla lídrem liberecké kandidátky, 25. listopadu 2010 byla zvolena náměstkyní primátora pro sociální a zdravotní služby.
Po svrhnutí vládnoucí koalice a odvolání tehdejšího primátora Jana Korytáře se Rosenbergová 28. dubna 2011 stala libereckou primátorkou. Po Emilii Knotkové, která byla předsedkyní Městského národního výboru v Liberci v letech 1954 až 1964, jde teprve o druhou ženu v čele města.
V komunálních volbách v roce 2014 obhájila post zastupitelky města Liberce, když vedla kandidátku ČSSD. Vzhledem ke 4. místu pro ČSSD (9,82 % hlasů, 4 mandáty) však nebyla znovu zvolena primátorkou města a v listopadu 2014 ji nahradil Tibor Batthyány.

## Obvinění
V červnu 2012 byla Rosenbergová spolu s radním Libereckého kraje Zdeňkem Bursou a ředitelem Krajské nemocnice Liberec Jiřím Veselkou obviněna z porušení povinnosti při správě cizího majetku kvůli schválení výplaty 30tisícových odměn uvolněným členům zastupitelstva. Rosenbergová vinu odmítla, na červnovém zasedání zastupitelstva navrhla hlasovat o svém odvolání, zastupitelé ale odmítli zařadit tento bod na program jednání. Trestní stíhání bylo u všech obviněných zastaveno v roce 2013.